# 告白 (ゲーム)
『告白』（こくはく）は、Guiltyから1997年11月7日に発売されたアダルトゲームソフト。

## あらすじ
ミッションスクールのカウンセラーの藤城丞は、ある3人の客の話を聞いているうちに思いも寄らぬことになる。

## 登場人物
藤城丞
主人公。スクールカウンセラーをやっている。
小早川夏美
運動神経抜群
伊集院葉月
声：白井綾乃
自意識過剰
向井深雪
優等生、一度も叱られたことが無いらしい。